# Brote de listeriosis de 2008 en Canadá
El brote de listeriosis en Canadá de 2008, fue un brote de listeriosis en Canadá relacionado con una planta de la empresa Maple Leaf Foods en Toronto, Ontario. Veintidós personas murieron y hubo en total 57 casos confirmados.

## Origen
La listeriosis es una infección causada por la bacteria Listeria monocytogenes. El brote se originó en las líneas 8 y 9 de la fábrica de la empresa Maple Leaf Foods en la calle Bartor de North York, un barrio de Toronto. Hubo alrededor de 220 productos posiblemente contaminados, todos marcados con el código "97B" impreso cerca de la fecha de vencimiento.
Debido a que la bacteria viajó a través de productos conocidos como deli meats (esto es, carnes o cecinas envasadas), las cuales son cocidas (con lo que resultan generalmente libres de patógenos), la contaminación tuvo que ocurrir durante el envasamiento. El brote fue inicialmente notificado en julio de 2008, cuando la vigilancia epidemiológica normal detectó un aumento en los casos reportados.